# Hercules (Fahrzeughersteller)

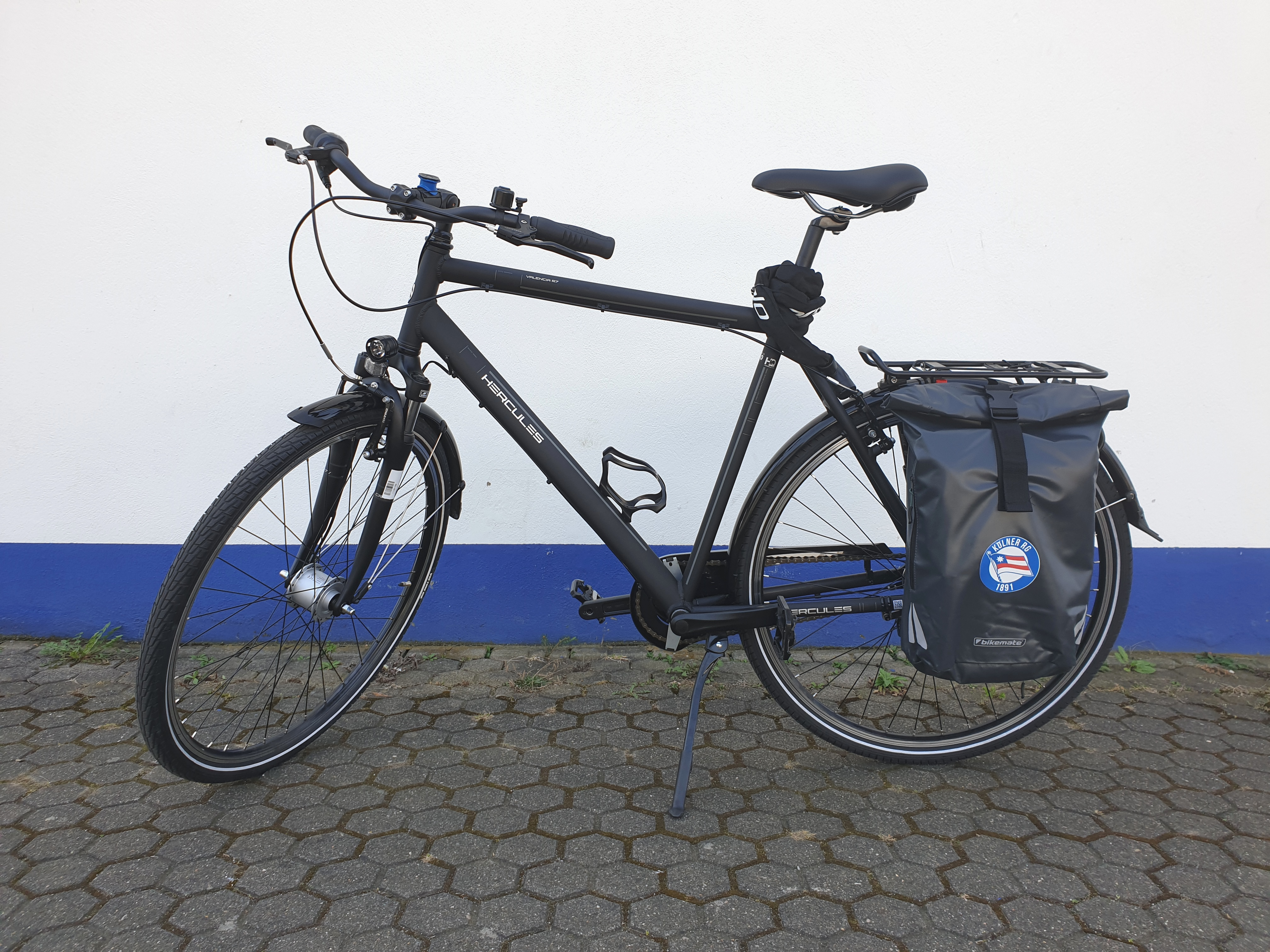
Hercules Valencia R7, Herrenrad des Jahrgangs 2021

Hercules ist eine zur ZEG gehörende deutsche Fahrradmarke der Hercules GmbH mit Firmensitz in Köln und Vertriebsbüro in Emstek. Sie geht auf die Nürnberger Hercules Werke GmbH zurück, einen ursprünglich in Nürnberg ansässigen Hersteller von Fahrrädern und Kraftfahrzeugen. Die Produktionsstätte war ein wesentlicher Bestandteil der ehemaligen Nürnberger Motorradindustrie und wurde von 1958 bis 1995/96 von der Sachs Fahrzeug- und Motorentechnik GmbH geführt.
1985 wurde unter der Marke Hercules das erste E-Bike auf den Markt gebracht. Hergestellt werden die Fahrräder der Marke Hercules seit 2014 beim Schwester-Unternehmen Kettler sowie in Asien.

## Geschichte

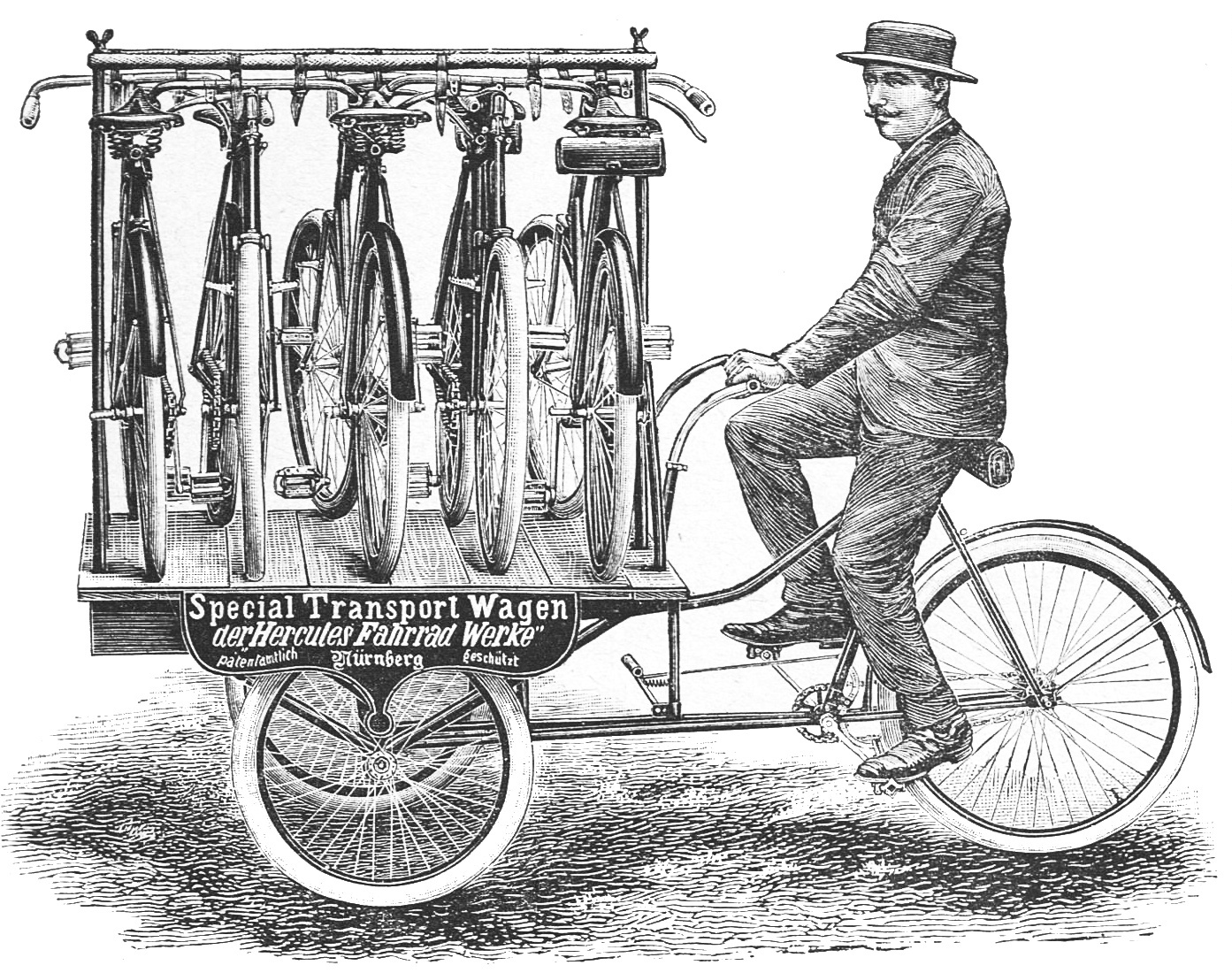
Volldampf, Deutsche Monatsschrift für Handel und Industrie, [https://digital.slub-dresden.de/id507686861-18980000/23 1898, VI. Jahrgang, No. 1, S. 29

Aktie über 100 RM der Nürnberger Hercules-Werke AG vom Februar 1928

Logo der Marke Hercules in den 1960er Jahren

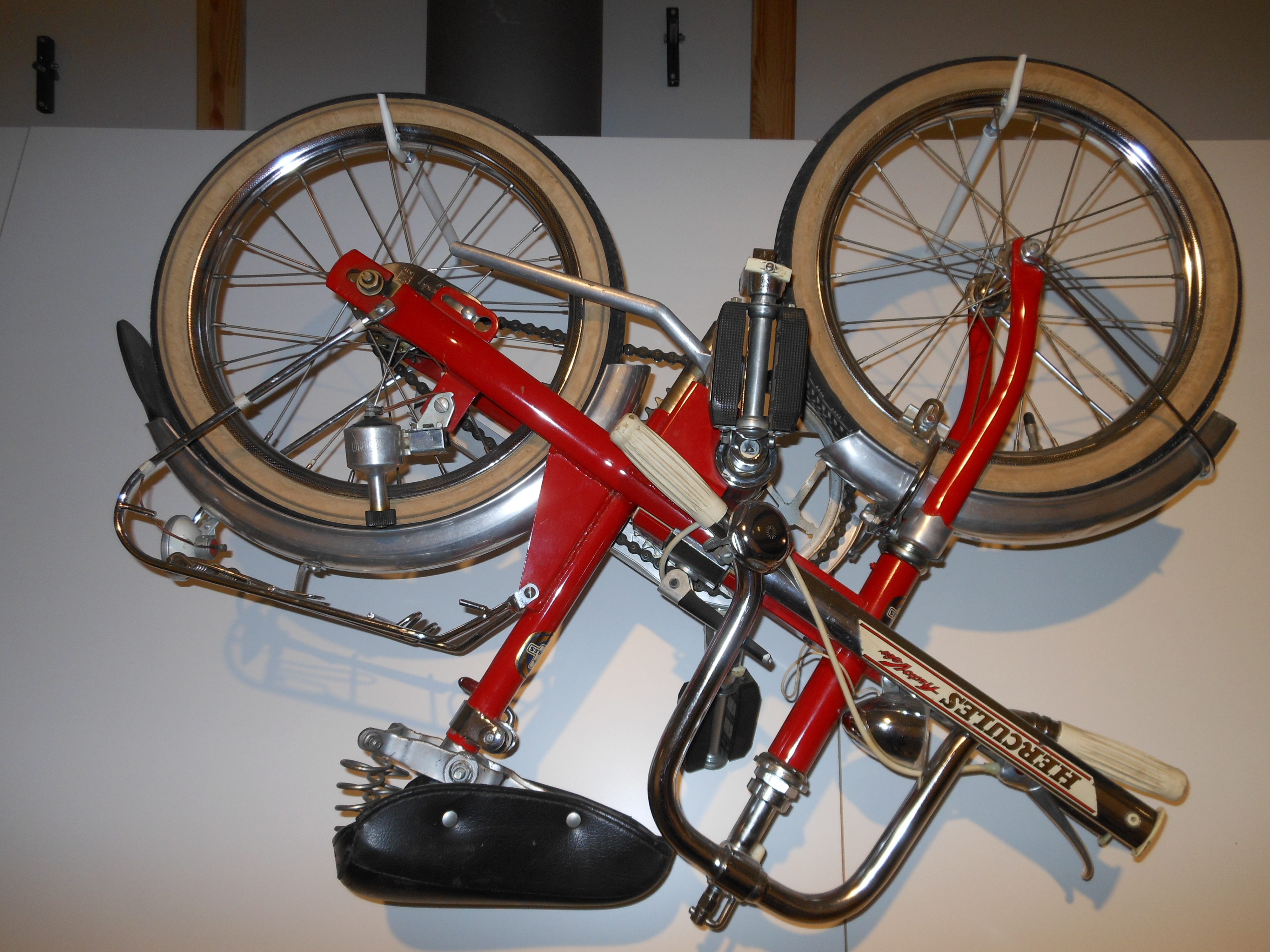
Klapprad Auto Velo, gedacht als Campingzubehör

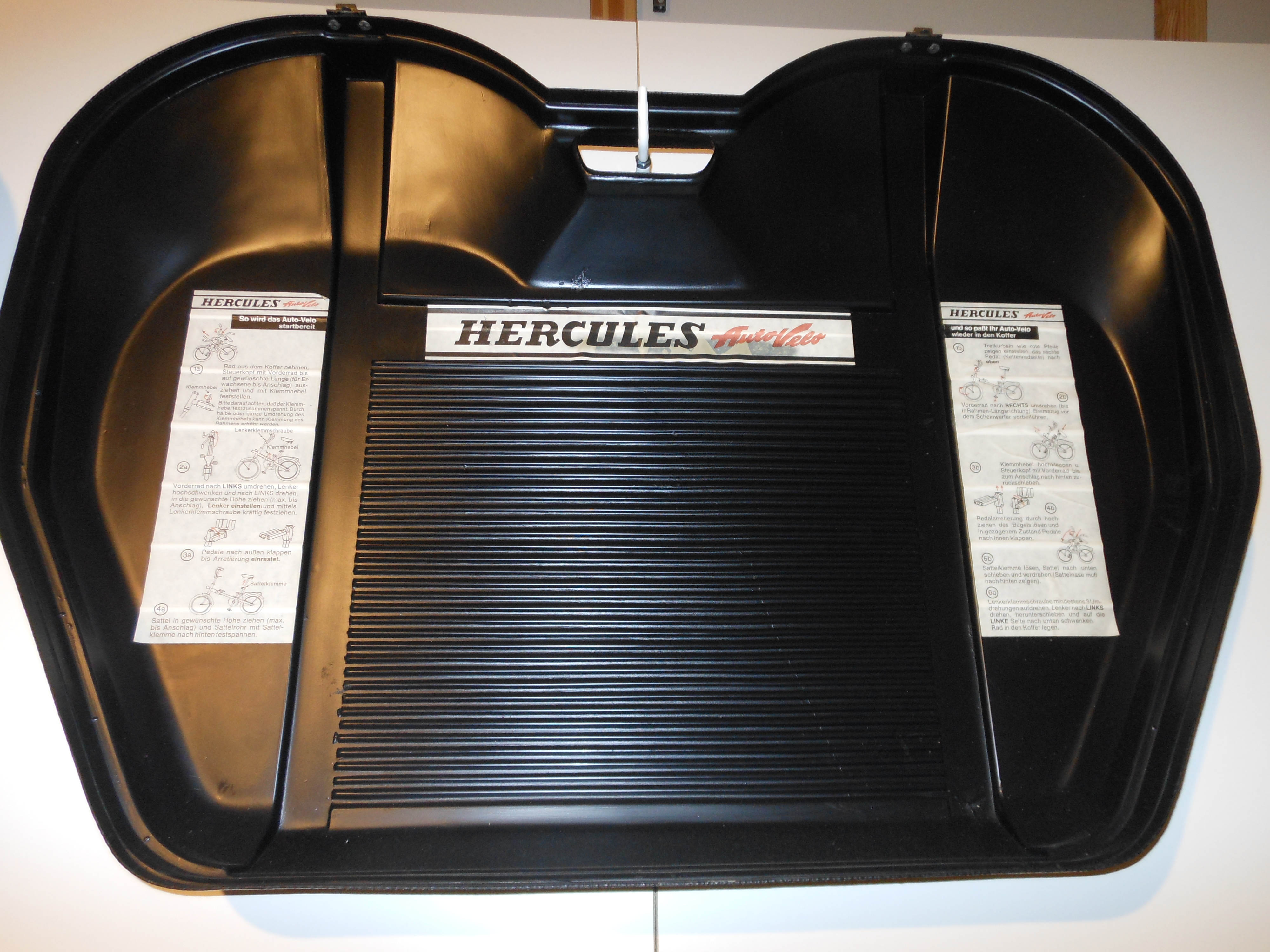
Koffer zum Verstauen des Hercules Auto Velo

Das Unternehmen wurde von Carl Marschütz (* 1863 in Burghaslach, † 19. April 1957 in Los Angeles) am 5. April 1886 als Velozipedfabrik Carl Marschütz & Co. in der Nürnberger Bleichstraße gegründet. Nachdem der Bruder des Gründers, Heinrich Marschütz, als kaufmännischer Leiter in das Geschäft eingetreten war, firmierte es ab 1887 als Nürnberger Velozipedfabrik Hercules. Das Unternehmen wuchs schnell. Schon 1888 musste die Produktion aus Platzgründen in die Fürther Straße 61 umziehen. 1890 wurden 75 Mitarbeiter beschäftigt, die 1000 Fahrräder herstellten; vier Jahre später waren es bereits doppelt so viele, die 4700 Fahrräder produzierten. 1895 konnte ein neu errichtetes Firmengelände in der Fürther Straße 191–193 bezogen werden. 1896 beschäftigte Hercules etwa 250 Arbeiter und produzierte 6500 Fahrräder. 1897 wurde das Unternehmen in eine Aktiengesellschaft umgewandelt.
Aus einer Annonce im Jahr 1905 geht hervor, dass das Unternehmen neben der Produktion normaler Fahrräder auch Transporträder, Kranken-Bahren und Ambulanz-Wagen herstellte und vertrieb.
Von 1905 bis 1907 stellte Hercules kurzzeitig auch Motorräder her. Erst ab 1928 lohnte es sich jedoch wieder, Motorräder zu bauen, da im Deutschen Reich für Motorräder unter 200 cm³ Hubraum die Führerschein- und Steuerpflicht entfiel. Hercules hatte schon immer Fremdmotoren in die Fahrwerke eingebaut. Als 1930 bei Fichtel & Sachs (F & S) in Schweinfurt die Fertigung von Motoren begann, wurden diese sofort bei Hercules verwendet. Die Zusammenarbeit mit Fichtel & Sachs war im Fahrradsegment schon seit Anfang des Jahrhunderts u. a. wegen der Torpedo-Freilaufnabe sehr eng gewesen. Hercules etablierte sich im Marktsegment der leichten Motorräder bis 200 cm³ und der Fahrräder mit Hilfsmotor.
Die Nationalsozialisten beendeten die Karriere des Carl Marschütz. Er war Jude und musste nach Kalifornien emigrieren – die Hercules-Werke wurden „arisiert“. Die Gebrüder Marschütz mussten ihre Aktien weit unter Wert abgeben.
Im Zweiten Weltkrieg wurde das Hercules-Werk durch die Luftangriffe auf Nürnberg zu 75 Prozent zerstört. Die verbliebenen Werkzeuge und Maschinen wurden von den Amerikanern der Demontage unterstellt und ins Ausland verkauft. Die Fahrradproduktion konnte erst 1946 in bescheidenem Umfang wieder aufgenommen werden. Ab 1949 wurden auch wieder Motorräder hergestellt. Neuer Eigentümer des Werkes wurde die Dresdner Bank. Im Jahr 1956 wurden die Hercules-Werke vom Fürther Grundig-Konzern übernommen, zwei Jahre später aber über Strohmänner von der Fichtel & Sachs AG erworben. Da auch Konkurrenzunternehmen die F&S-Motoren verwendeten, blieb die Eingliederung in den Sachs-Konzern bis 1962/63 geheim. 1965 erwarb F & S auch die Zweirad-Union (DKW, Express und Victoria). Die Mofaproduktion von Hercules wurde zunächst in das ehemalige Werk der Zweirad-Union in der Nürnberger Nopitschstraße 70 verlegt; später wurde dies der Firmensitz der Nürnberger Hercules Werke GmbH (kaufmännischer Geschäftsführer der Herculus-Werke in Nürnberg zwischen 1979 und 1981 war der zuvor bei Fichtel & Sachs als Finanzdirektor tätig gewesene Kaufmann und Wirtschaftsberater Franz Josef Walter). Seit dieser Zeit verwendete man im Ausland, wenn der Markenname „Hercules“ nicht gebraucht werden durfte, die Verkaufsbezeichnungen „Sachs“ oder „DKW“. 1993 bis 1996 verkaufte Hercules von Peugeot hergestellte Motorroller unter eigenem Namen.
Zwischen 1987 und 1991 übernahm Mannesmann den Fichtel & Sachs-Konzern. Die Fahrrad-Sparte von Hercules wurde zusammen mit der Marke „Hercules“ 1995/96 an die niederländische ATAG Cycle Group verkauft. Die Produktion von Fahrrädern in Nürnberg fand damit ihr Ende, die Marke wurde bis 2014 von der Accell Germany GmbH verwendet. 1997/98 stellte Fichtel & Sachs die Produktion von Motoren ein. Die ehemalige Motorrad-Produktion von Hercules wurde in „Sachs Fahrzeug- und Motorentechnik“ umbenannt und 1998 an die niederländische Whinning Wheels Group (Koch-Kleeberg-Gruppe) verkauft. 2001 erwarb eine Gruppe von Hercules-Managern die Reste der Firma, die seither die Markenbezeichnung „Sachs Bikes“ benutzt. 2004 wurde der Produktionsstandort in der Nopitschstraße geräumt, produziert wird seither überwiegend in China unter Verwendung von Honda-Motoren. In Nürnberg befinden sich noch Entwicklung und Vertrieb. Im Oktober 2008 änderte man die Firma in „SFM GmbH“.
2014 kaufte ZEG die Rechte an der Marke Hercules von der Accell Group.

## Lkw-Produktion
Hercules baute ab 1898 Lastkraftwagen mit Elektro- und ab 1905 mit Verbrennungsmotoren. Angeboten wurden Modelle von 1,25 bis 3 t Nutzlast mit selbst entwickelten Motoren. Ab 1912 wurden auch Lkws sowohl mit Ketten- als auch mit Kardanantrieb gebaut.
Zu Beginn war es ein leichter Lkw mit Verbrennungsmotor und bis 1,25 t Nutzlast, der als Stadtfahrzeug konzipiert war. Laut einem Schreiben zum Angebot aus dem Jahre 1909 hatte der Lkw einen Zweizylindermotor mit 14 PS, der eine Höchstgeschwindigkeit von 18–20 km/h ermöglichte. Gekostet hat dieses Modell 7000 Mark und der Mehrpreis für Doppelzündung (Magnet und Batterie) betrug 200 Mark. Bald folgten schwerere Modelle für 3 bis 4 t Nutzlast. Danach wuchs der Lkw-Bau zu einem wichtigen Nebenzweig des Unternehmens. Fahrräder waren und blieben aber in all den Jahren stets das Hauptprodukt.
Wie sich der Bau von Lkw ausweitete, zeigte sich nicht nur im Bau einer neuen Halle, sondern vor allem in der Preisliste Nr. 111 aus dem Jahr 1916. Nicht weniger als 6 Grundmodelle mit Motoren zwischen 22 und 44 PS und einem Ladegewicht von 1,5 bis 5 t waren im Angebot. Auf diese Chassis wurden entsprechend den Wünschen der Käufer Karosserie-Aufbauten montiert. Die genannte Preisliste zeigte bebildert 36 verschiedene Ausführungen. Es gab Variationen für alle Wünsche und Zwecke, unter anderem auch Lkws für die Königlich Bayerische Post. Ferner waren spezielle Sanitätsautos im Programm. Nach dem Ersten Weltkrieg hatte die Lkw-Produktion wenig Erfolg und musste mit dem Beginn der Wirtschaftskrise 1928 eingestellt werden.

## Pkw-Produktion
Zwischen 1932 und 1937 wurde in geringer Stückzahl ein Dreirad-Zweisitzer mit einem Einbaumotor von ILO von 200 cm³ Hubraum produziert. Das Fahrzeug durfte ohne Führerschein gefahren werden und war von der Kraftfahrzeugsteuer befreit.
Eine zweite Quelle bestätigt den Bau solcher Fahrzeuge. Demnach entstanden 1932 nur Prototypen. Die Produktion lief von 1933 bis 1934. 1935 wurden vier Fahrzeuge zugelassen und 1936 noch eins. Der Ilo-Motor war ein Einzylinder-Zweitaktmotor mit 198 cm³ Hubraum und 5,5 PS Leistung. Gegen Aufpreis war ein größerer Motor mit 250 cm³ Hubraum erhältlich. Er war im Heck montiert und trieb das einzelne Hinterrad an. Der Radstand betrug 228 cm, die Spurweite 123 cm und das Leergewicht 348 kg.
Eine weitere Quelle gibt an, dass 1933 auf der IAMA Dreiräder präsentiert wurden. Sie hatten Ilo-Motoren mit 200 cm³ und 250 cm³ Hubraum.

## Zweirad-Produktion

### Überblick

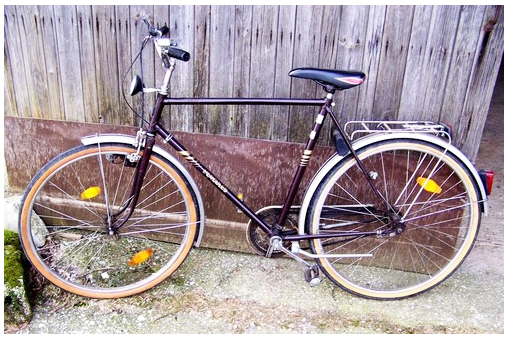
Fahrrad der Marke Hercules aus den 70er Jahren

Neben Fahrrädern war Hercules für die Herstellung von motorisierten Zweirädern in den Hubraumklassen bis 250 cm³ bekannt, wobei die Zweitaktmotoren meist von Fichtel & Sachs bezogen wurden. In den 1950er, 1960er und 1970er Jahren war Hercules auf dem westdeutschen Markt sehr erfolgreich. Das Modellprogramm begann bei 50-cm³-Mopeds und -Mofas, ging über zweisitzige Mokicks und Kleinkrafträder bis hin zu leichten Motorrädern. Das bei Hercules praktizierte Baukastenprinzip bedeutete die Produktion nur weniger Grundtypen unter Verwendung von Motoren des Mutterkonzerns Fichtel & Sachs. Klassisch gab es zunächst gebläsegekühlte Mopedmotoren mit Tretkurbeln oder Kickstarter, die mit Zweigang- und Dreigang-Ziehkeilgetrieben für den Antrieb von Mopeds und Mokicks dienten, und leistungsgesteigerte Drei- und Viergangmotoren zum Antrieb der Kleinkrafträder ohne Geschwindigkeitsbeschränkung. Nach der Übernahme der Zweirad Union im Jahr 1965 kam es dort zur Produktion sehr ähnlicher Fahrzeugmodelle unter den Marken DKW, Express und Victoria.

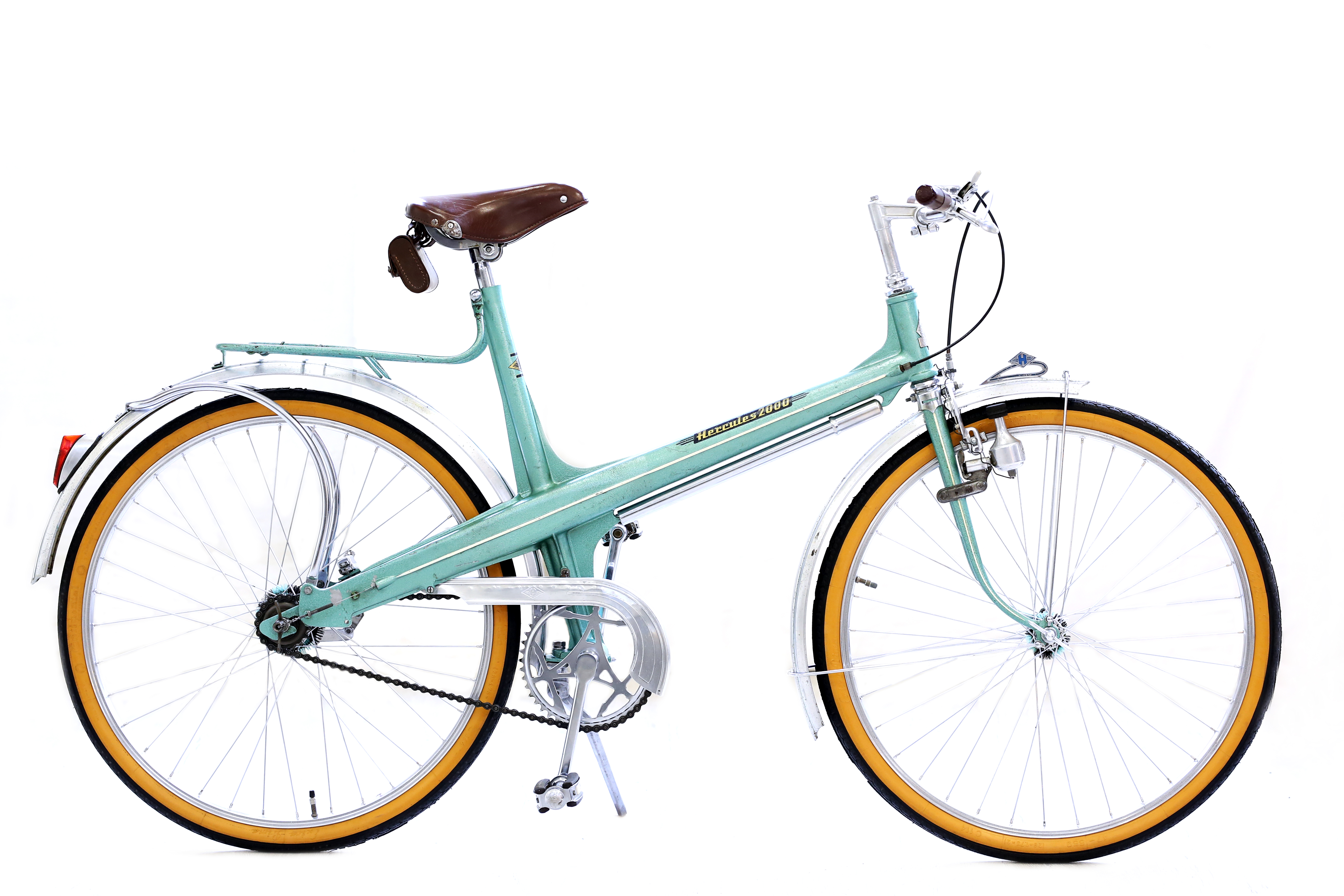
Fahrrad der Marke Hercules – Hercules 2000 aus dem Jahr 1959

### Mopeds und Mokicks

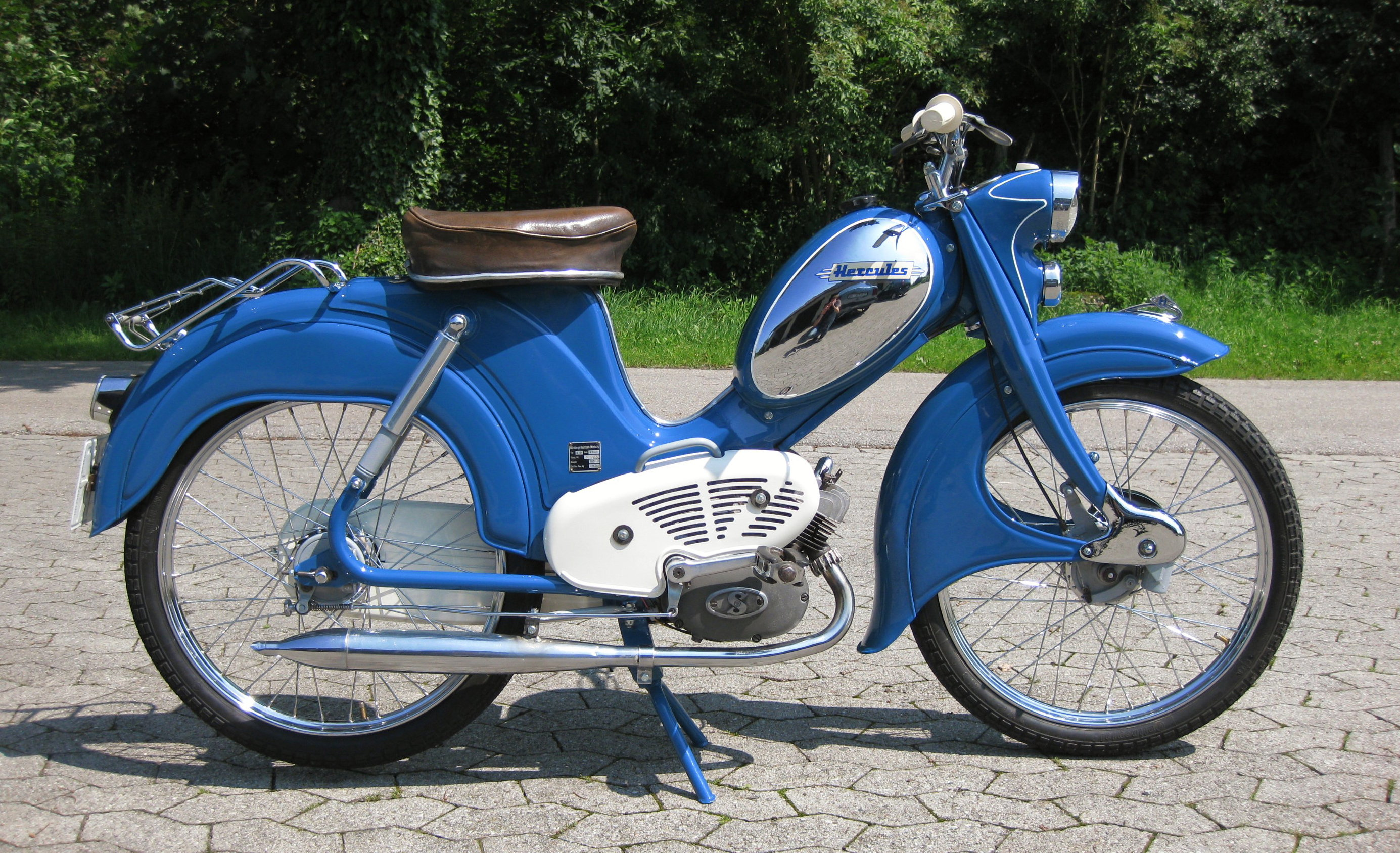
Hercules Typ 219 (1958)

Die Mopedproduktion begann 1953 mit dem Typ 213. Ende der 1950er Jahre kamen Mokicks auf, die mit einem Motor von 2,6 PS Höchstleistung und Dreigang- und Vierganggetriebe ausgerüstet wurden. Parallel zu den schnellen Kleinkrafträdern blieben ab den 1960er Jahren weiterhin Ausführungen mit gedrosselter Leistung und auf 40 km/h beschränkter Höchstgeschwindigkeit erhältlich, die je nach Startmechanismus als Moped oder Mokick bezeichnet wurden. Die Leistungslimitierung wurde durch andere Zylinder (Kanalquerschnitte usw.), niedrigere Verdichtung, andere Auspuffanlagen, kleinere Vergaser, teilweise andere Getriebe (nur drei oder vier statt fünf Gängen) und kürzere Endübersetzungen erzielt. Dank des Baukastensystems konnten die meisten Fahrzeuge schneller gemacht, „frisiert“ werden.  Manche Mokicks erreichten so Motorleistungen und Geschwindigkeiten, die an die offenen 50er heranreichten. Viele Umbauten waren freilich unprofessionelle Basteleien, häufig sogar technisch falsch (z. B. Ausbau oder Durchlöcherung des Schalldämpfers, Luftfilters usw.). Sie erhöhten den Verschleiß, vor allem aber das Geräuschniveau, was die Ablehnung der „stinkenden, knatternden Mopeds“ durch die Öffentlichkeit noch steigerte. Solche ungesetzlichen Umbauten führten bei Kontrollen und nach Unfällen zum Wegfall des Versicherungsschutzes, Regressansprüchen und ggf. zu weiteren Problemen z. B. wegen Fahrens ohne Führerschein bzw. ohne Zulassung. Die Politik kriminalisierte die jugendlichen Hinterhofbastler („Ritzelkriminalität“) und forderte von der Industrie, „unfrisierbare“ Fahrzeuge herzustellen.
Hercules hatte auch Kleinroller im Angebot, die allerdings zugekaufte Produkte waren. Der Roller 50, 1964–1978 im Angebot, wurde von KTM gebaut. Das spätere Modell Hercules CV 50/80 war baugleich mit den Modellen von Peugeot und war von Yamaha.

### Offene Kleinkrafträder und Leichtkrafträder

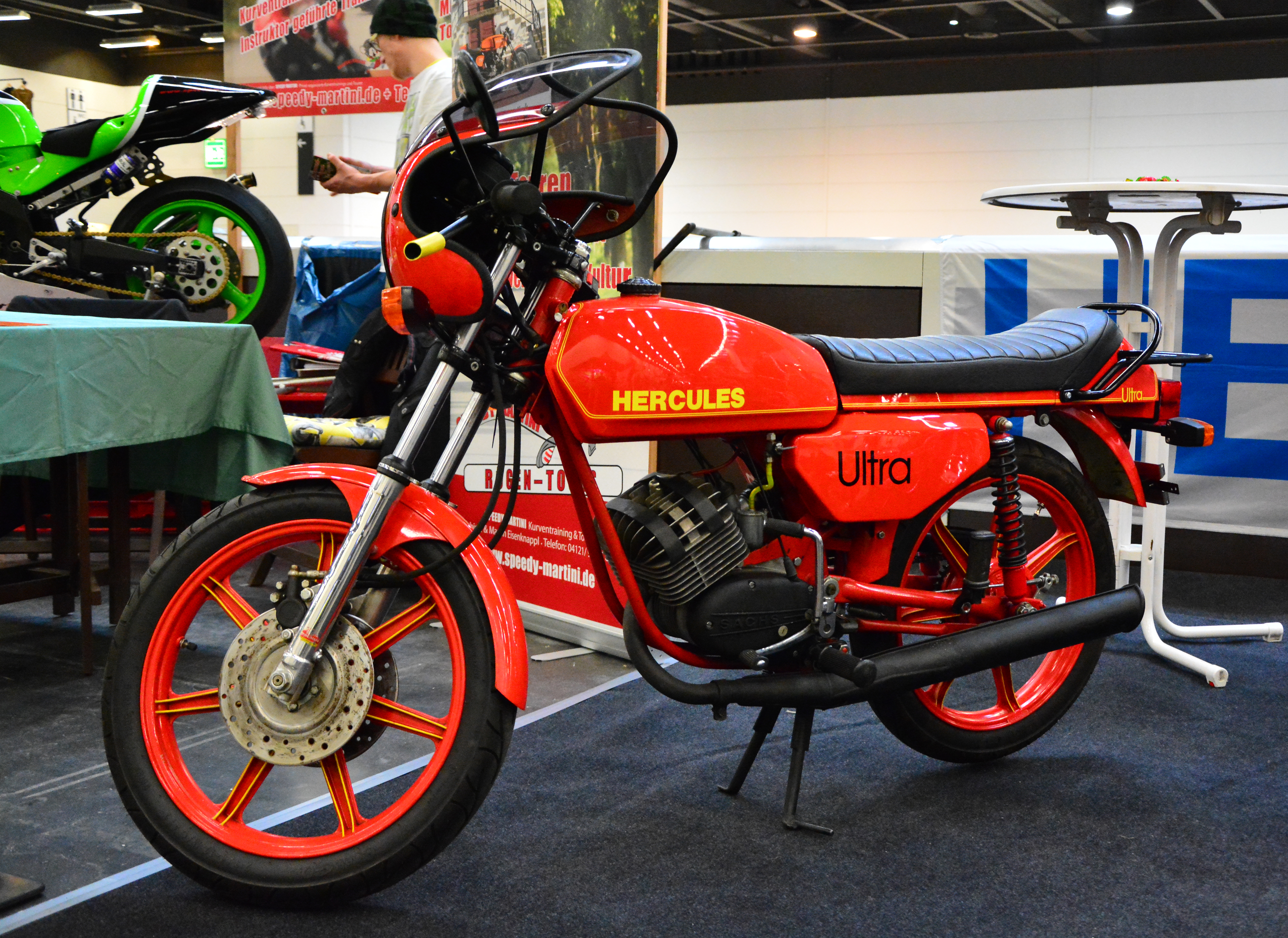
Das „offene Kleinkraftrad“ Hercules K50 Ultra (1977)

Ab 1959 hatte Hercules mit dem Typ 220K ein 3,4 PS starkes, noch gebläsegekühltes Kleinkraftrad im Programm. 1963 folgte die fahrtwindgekühlte K50 mit damals noch moderaten 4,5 PS Leistung. Im Folgenden kam es zu einem berüchtigten Wettrüsten der Hersteller von Kleinkrafträdern, das sich in immer weiter steigender Motorleistung und Höchstgeschwindigkeit zeigte. Damals als offene Kleinkrafträder bezeichnet, sind diese Fahrzeuge heute als Leichtkrafträder einzuordnen. Die Entwicklung gipfelte vorerst 1972 in offiziellen 6,25 PS, wobei die Serienfahrzeuge mitunter über dieser Angabe lagen. Die Hercules K50 Ultra (Fahrgestellnr. 685 …) war 1977 das erste Kleinkraftrad auf dem Markt mit Doppelscheibenbremse am Vorderrad. Die letzte Ausführung wurde mit Wasserkühlung und Sechsganggetriebe unter der Bezeichnung Ultra 50 (ohne „K“, Fahrgestellnummer 687 … ) hergestellt. Es gab sie in luft- und wassergekühlter Version, mit Doppel- und Einscheibenbremse. Im Gegensatz zu den 80-cm³-Leichtkrafträdern (80 km/h, 6000/min) waren die „offenen 50er“ weder in Höchstgeschwindigkeit noch in Drehzahl gesetzlich beschränkt. Der Motor des ab 1981 gebauten Hercules-Modells Ultra 50 RS leistete 8,3 PS. Der Geräuschdämpfung dieser Hochleistungszweitakter waren trotz Bemühungen der Hersteller (z. B. Flüssigkeitskühlung, siehe Hercules K 50 Ultra LC bis Ultra 50, Zündapp KS 50 watercooled, KTM RLW 50 u. a.) konstruktiv Grenzen gesetzt. Außerdem waren unsachgemäße Eingriffe bei den jugendlichen Fahrern beliebt, um die Fahrzeuge lauter zu machen. Lärmbelästigung und bedenklich in die Höhe schnellende Unfallzahlen sowie entsprechend hohe Versicherungsprämien führten zu gesetzlichen Neuregelungen, die wirtschaftlich das Ende dieser Fahrzeugklasse bedeuteten. Die letzten „offenen 50er“ wurden 1983 produziert.
Hercules reagierte und produzierte Leichtkrafträder gemäß der neuen gesetzlichen Regelung mit 80 cm³. In den 1980er-Jahren aber ging auch dieser besondere deutsche Markt der Leichtkrafträder stark zurück, da auch hier die Versicherungsprämien sehr hoch waren. Das Modell „Hercules CV 80“ war baugleich mit dem Modell „Yamaha CV 80“.
Das letzte Fahrzeug mit der Bezeichnung Ultra war die Ultra 80 (Fahrgestellnummer 686 …).

### Mofas

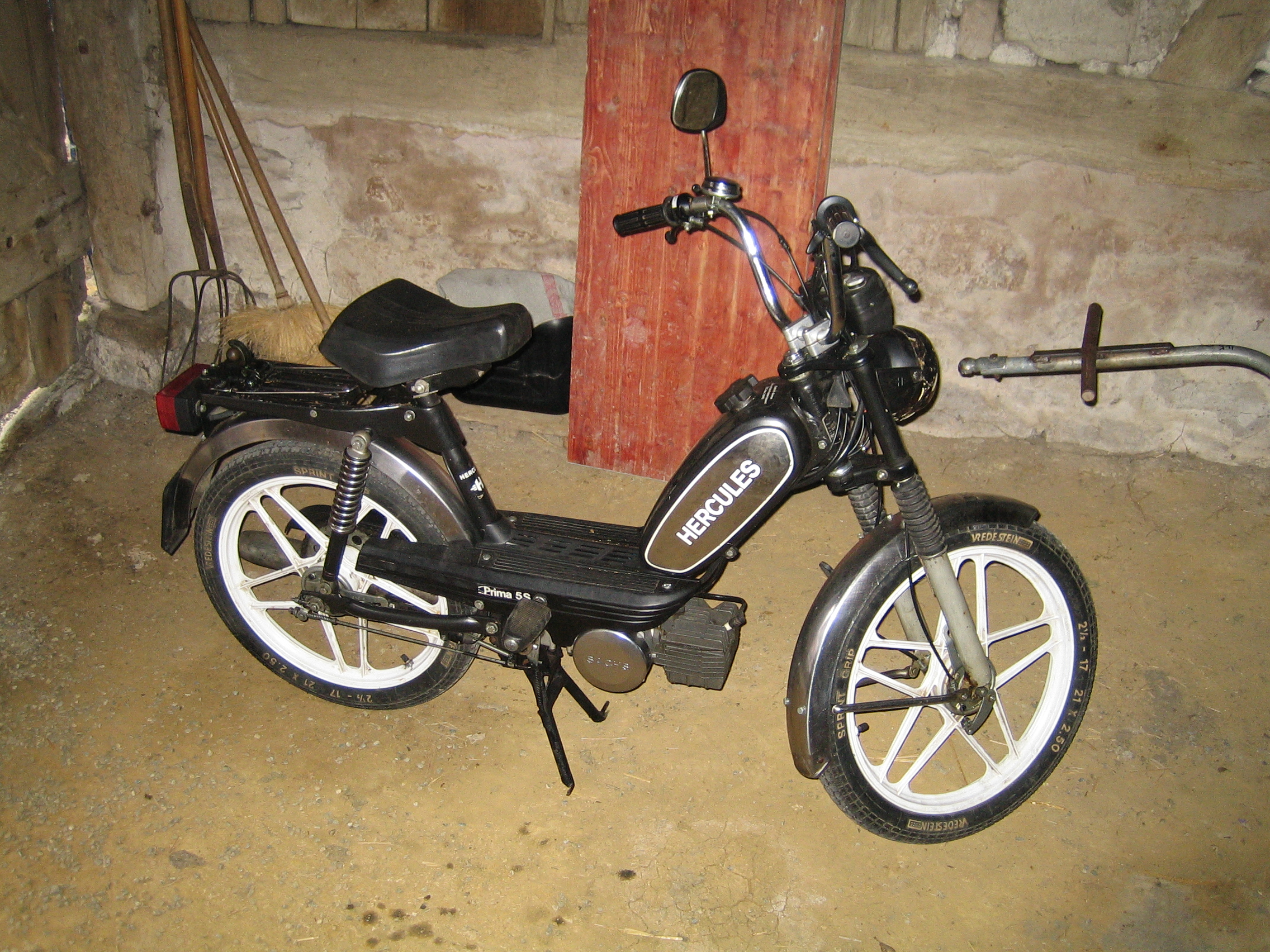
Hercules Prima 5S, Baujahr 1991

Als eine weitere Stütze von Hercules etablierte sich die Mofasparte ab 1965, die dank der damaligen Führerscheinfreiheit sehr schnell äußerst populär wurde. Schon bald wurden die bisherigen gebläsegekühlten Motoren durch fahrtwindgekühlte mit waagerechtem Zylinder und Tretkurbeln ersetzt. Diese Motoren mit Eingang-Fliehkraftautomatik oder handgeschaltetem Zweiganggetriebe wurden auch in den Mopedmodellen bis 40 km/h eingebaut. Anfang der 1970er Jahre brachte Hercules sogar ein Mofa (E 1 Accu bike) mit Elektroantrieb (750 W bei 3600/min) heraus, dem aber so gut wie kein Erfolg beschieden war. Der Mofa-Boom versiegte durch gesetzliche Neuregelungen zu Beginn der 1980er Jahre. Da zur gleichen Zeit auch der Markt der Kleinkrafträder einbrach, bedeutete dies eine Zäsur für Hercules insgesamt, von der sich das Unternehmen nicht mehr erholte. Die Verkaufszahlen waren seither stark rückläufig. Das hing auch zunehmend mit sehr preiswerten Konkurrenzprodukten aus Fernost zusammen. Im Jahr 2004 lief die Produktion motorisierter deutscher Hercules-Zweiräder endgültig aus, zuletzt wurden noch die Mofas Hercules Prima 4/5 / SACHS Prima und das Hercules Optima 50/SACHS Optima 50 hergestellt. Nach der Produktionseinstellung bei Simson im Jahr 2002 war mit Hercules der letzte bedeutende deutsche Hersteller kleiner Krafträder ausgeschieden.

### Motorräder

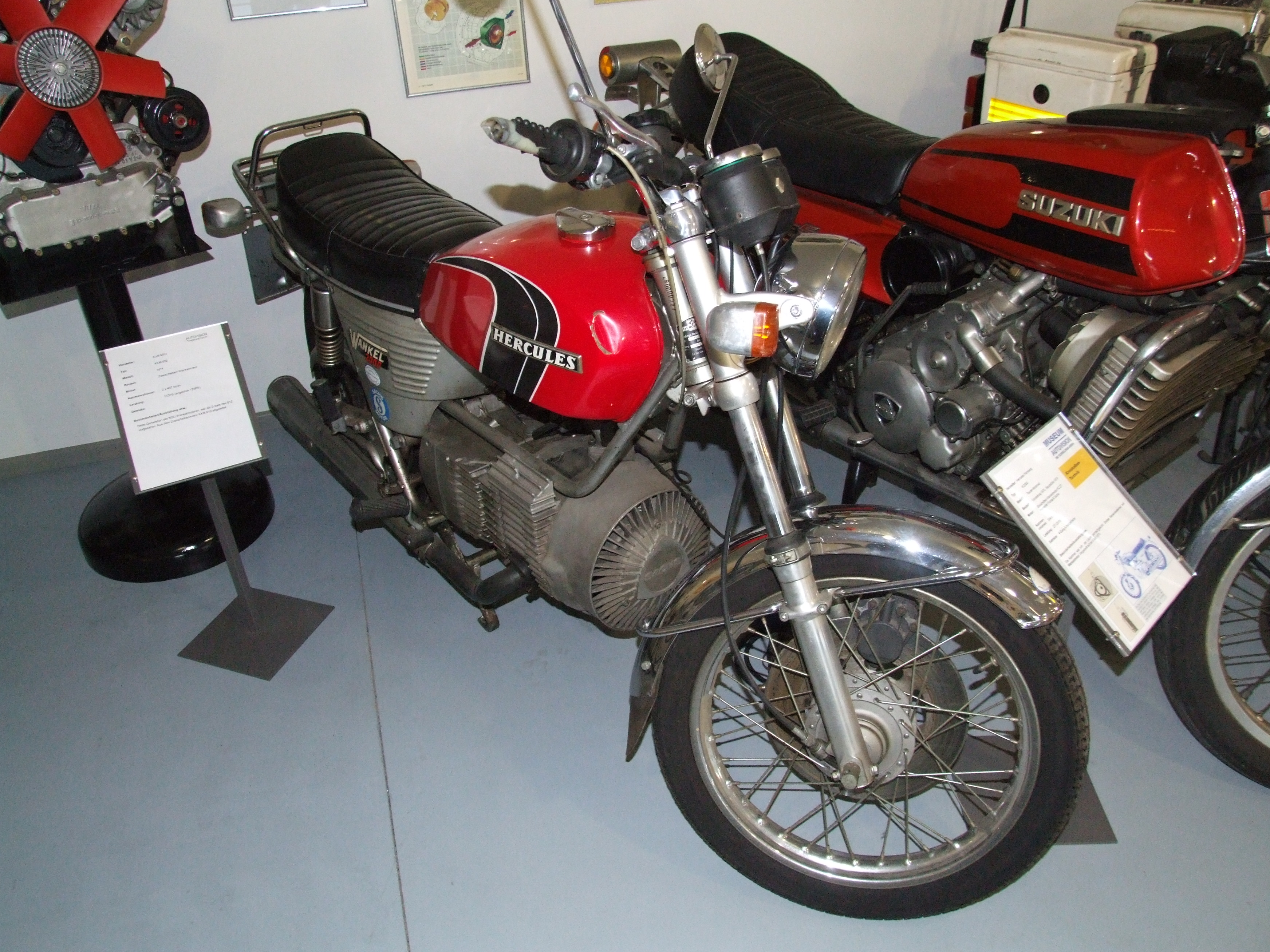
Hercules Wankel 2000

In den 1950er Jahren hatte Hercules verschiedene Motorräder – ebenfalls mit Zweitaktmotor – bis 250 cm³ Hubraum im Programm.
Ab 1956 wurde die K 100 mit Dreiganggetriebe und 5,2 PS bei 98 cm³ Hubraum produziert. Mit dem Typ K 103 erfolgte ab 1962 unter anderem eine Leistungssteigerung auf 7,0 PS. Ab 1970 folgten mit der K-125-Typenreihe Zweitaktmotoren mit fünf Gängen und zunächst 15, ab 1973 dann 17 PS (6-Gangvariante) aus einem Hubraum von 125 cm³. Diese Maschinen wurden auch unter der Marke DKW vertrieben. Die Bundeswehr kaufte ab 1970 Kradmeldermaschinen bei Hercules: Dabei handelte es sich um die leistungsgedrosselte Geländeausführung K 125 BW „Military“, die bis 1990 gebaut und von der noch bis 1996 hergestellten K 180 BW abgelöst wurde. Die Produktion der regulären Ausführung der K 125 war bereits 1979 beendet worden. Von der Serie wurden auch diverse Geländesportmaschinen (GS) abgeleitet.
Einige Hobbytuner bauten den größeren Motor der 125er Typenreihe in Mokick-Rahmen (bauartbestimmte Höchstgeschwindigkeit 40 km/h) ein, bei Höchstgeschwindigkeiten bis zu 140 km/h. Die wegen des strikt eingehaltenen Baukastenprinzips gleichen Anschlussmaße der Motoren und Fahrwerke ermöglichten dies ohne Montageprobleme. Solche Fahrzeuge sind nach amtlichen Beschlagnahmungen in diversen Polizeimuseen ausgestellt worden, u. a. in Düsseldorf.
Eine technische Besonderheit war das erste serienmäßig von 1974 bis 1981 gebaute Wankel-Motorrad, die Hercules W 2000, die unter Verwendung eines modifizierten Schneemobilmotors entstand. Sie verkaufte sich allerdings schlecht, nur 1780 Exemplare wurden gebaut.

### Galerie

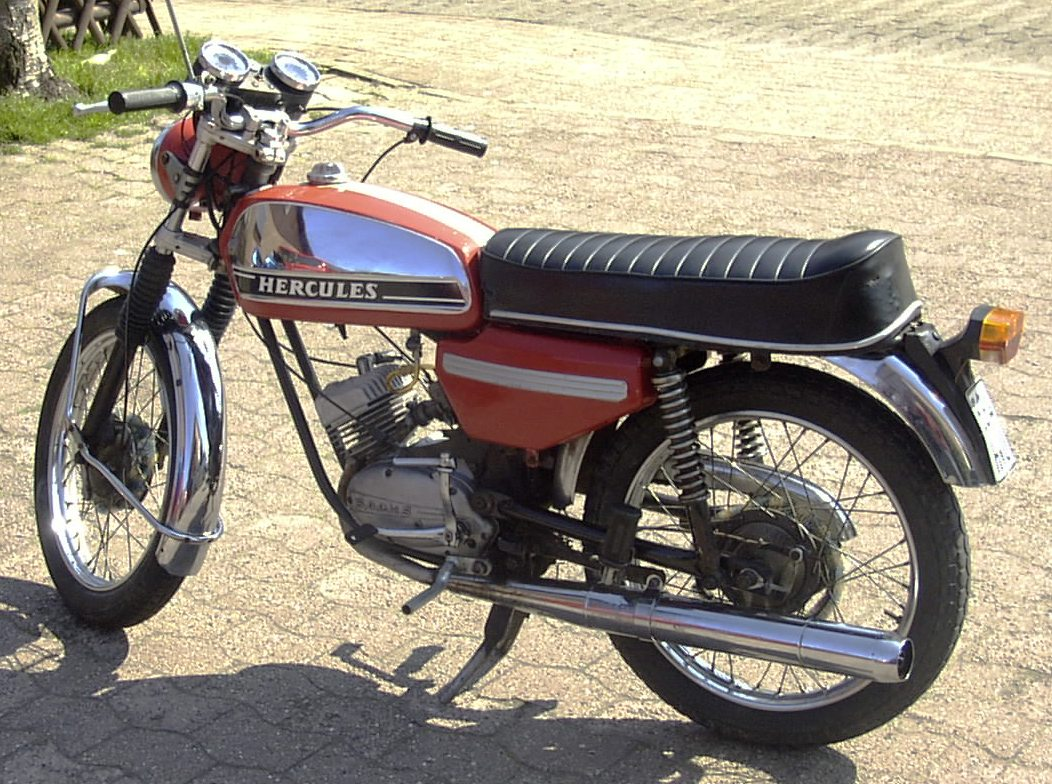
Mokick Hercules MK2
Hercules Mofa 25 Automatic ( 1956 )
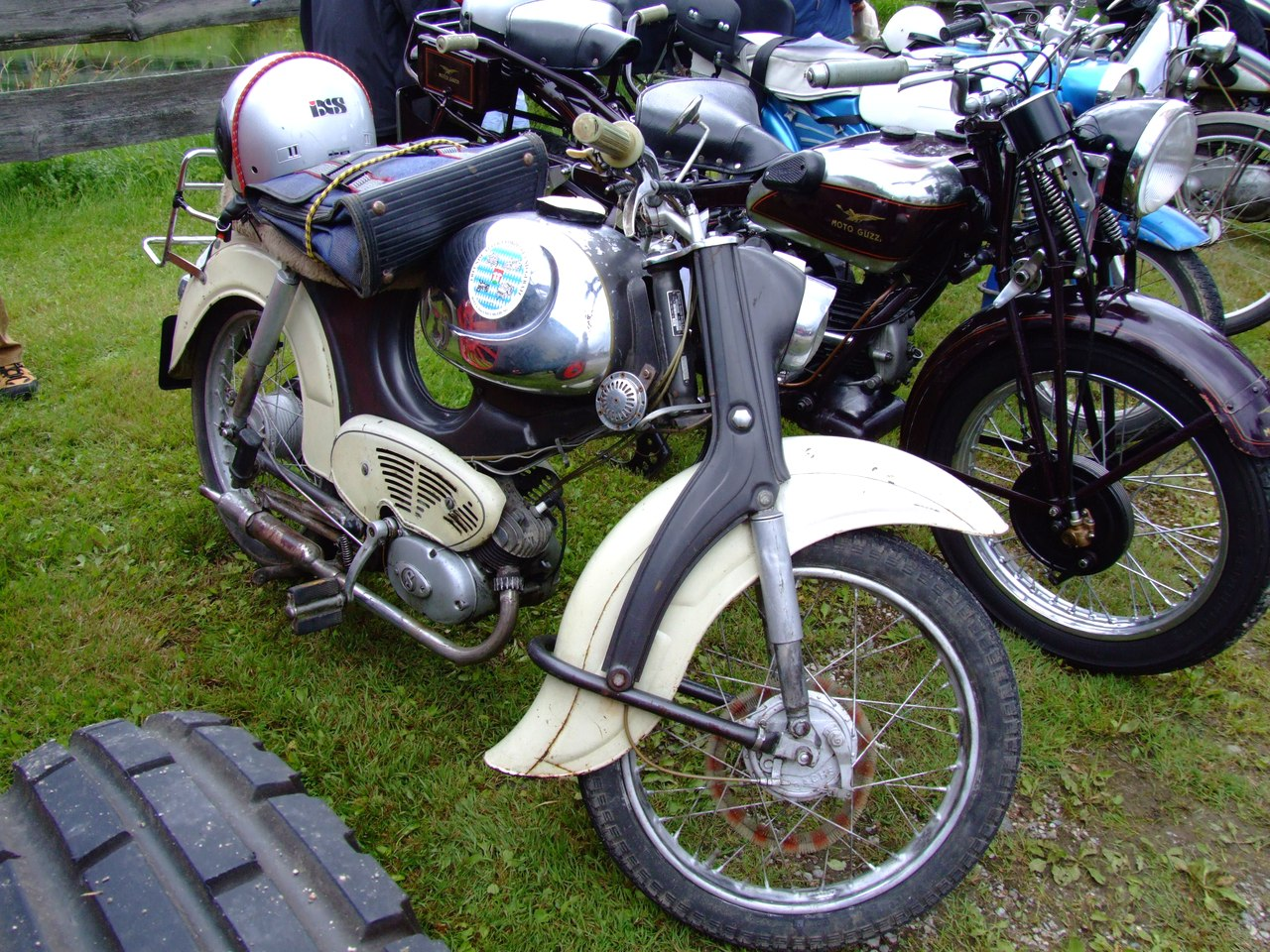
Hercules 220 PL (1965)
Hercules Sport Bike 3 (1976)
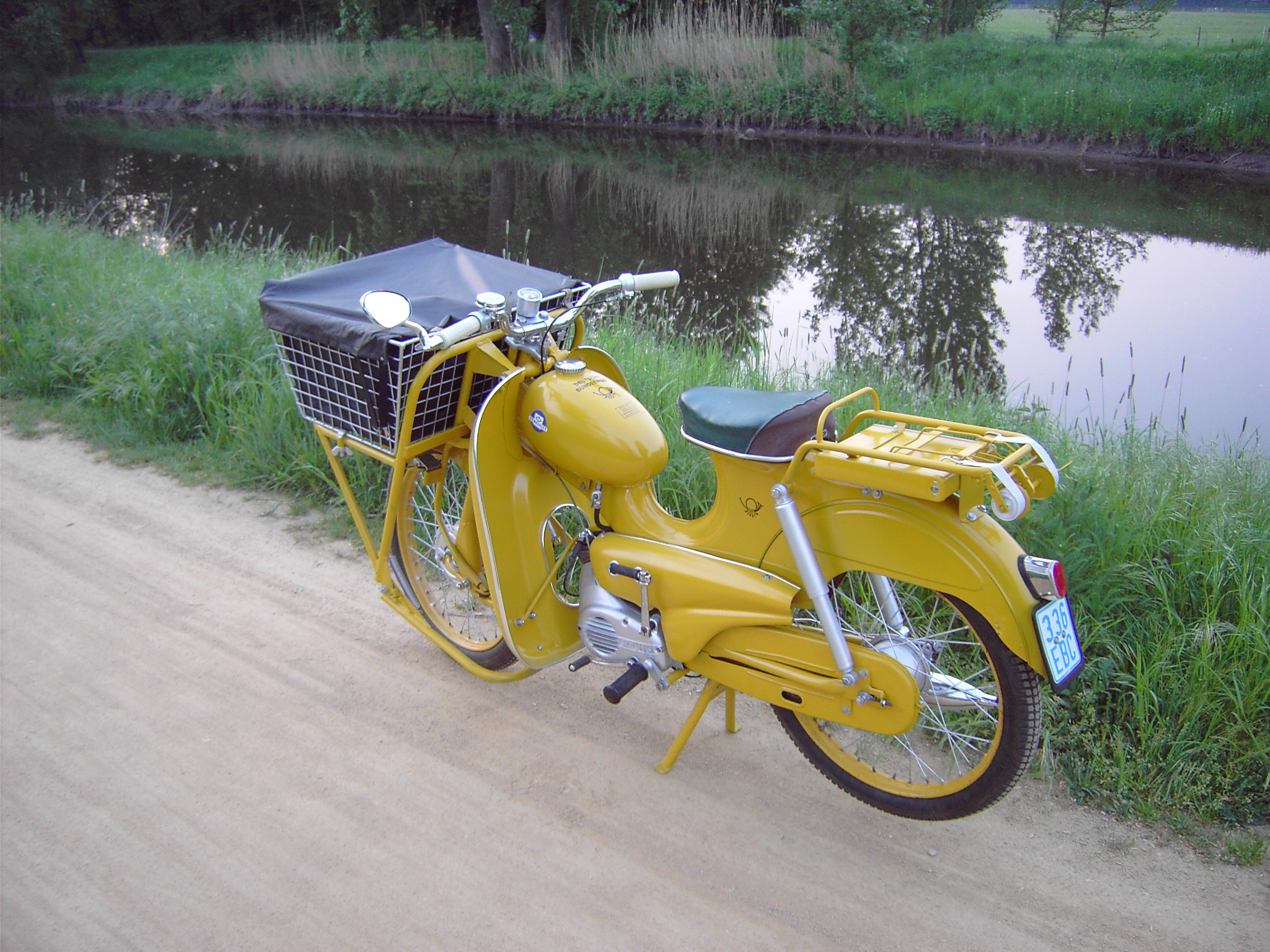
Hercules Lastboy
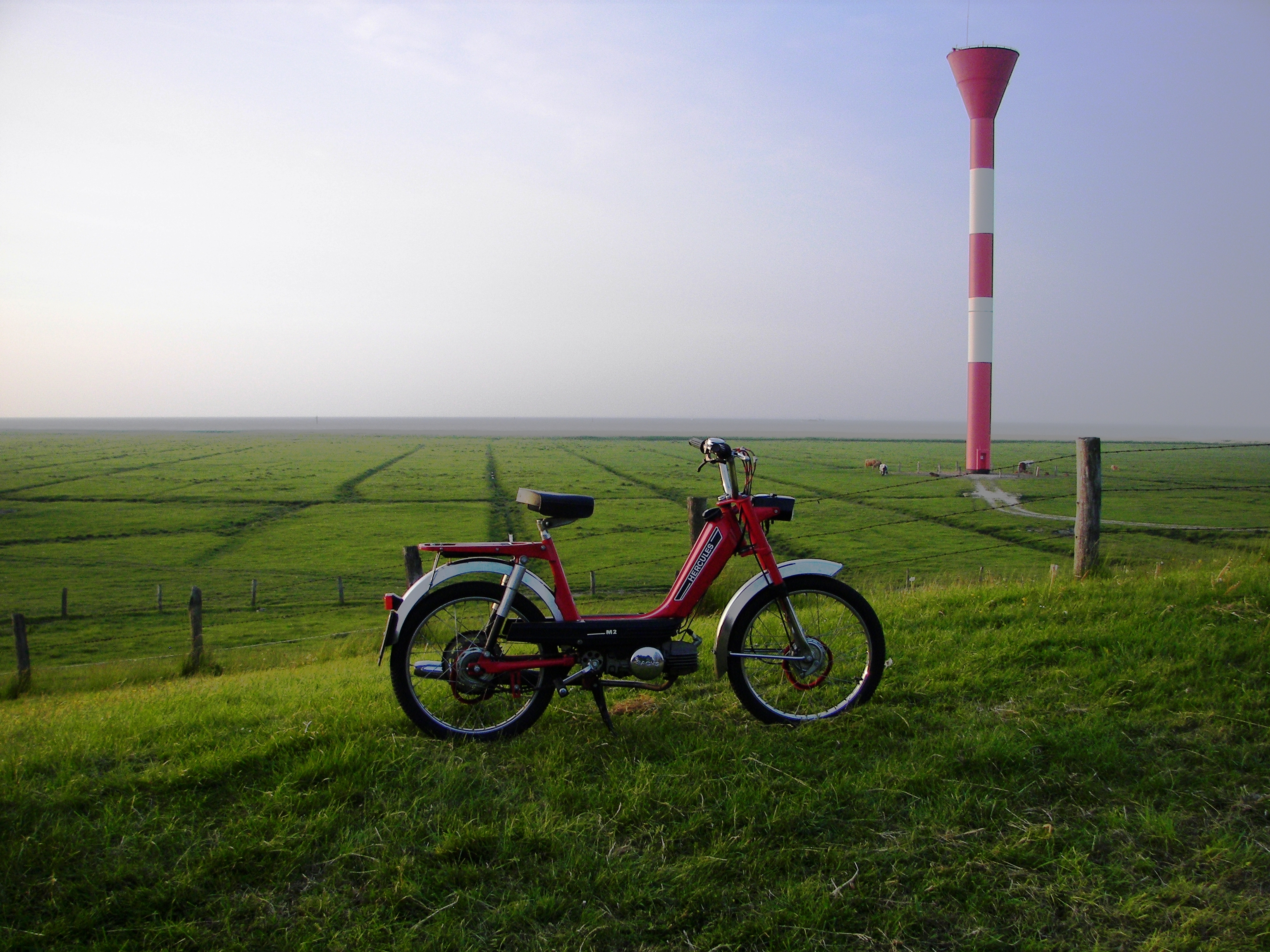
Hercules M2 ( 1978 )
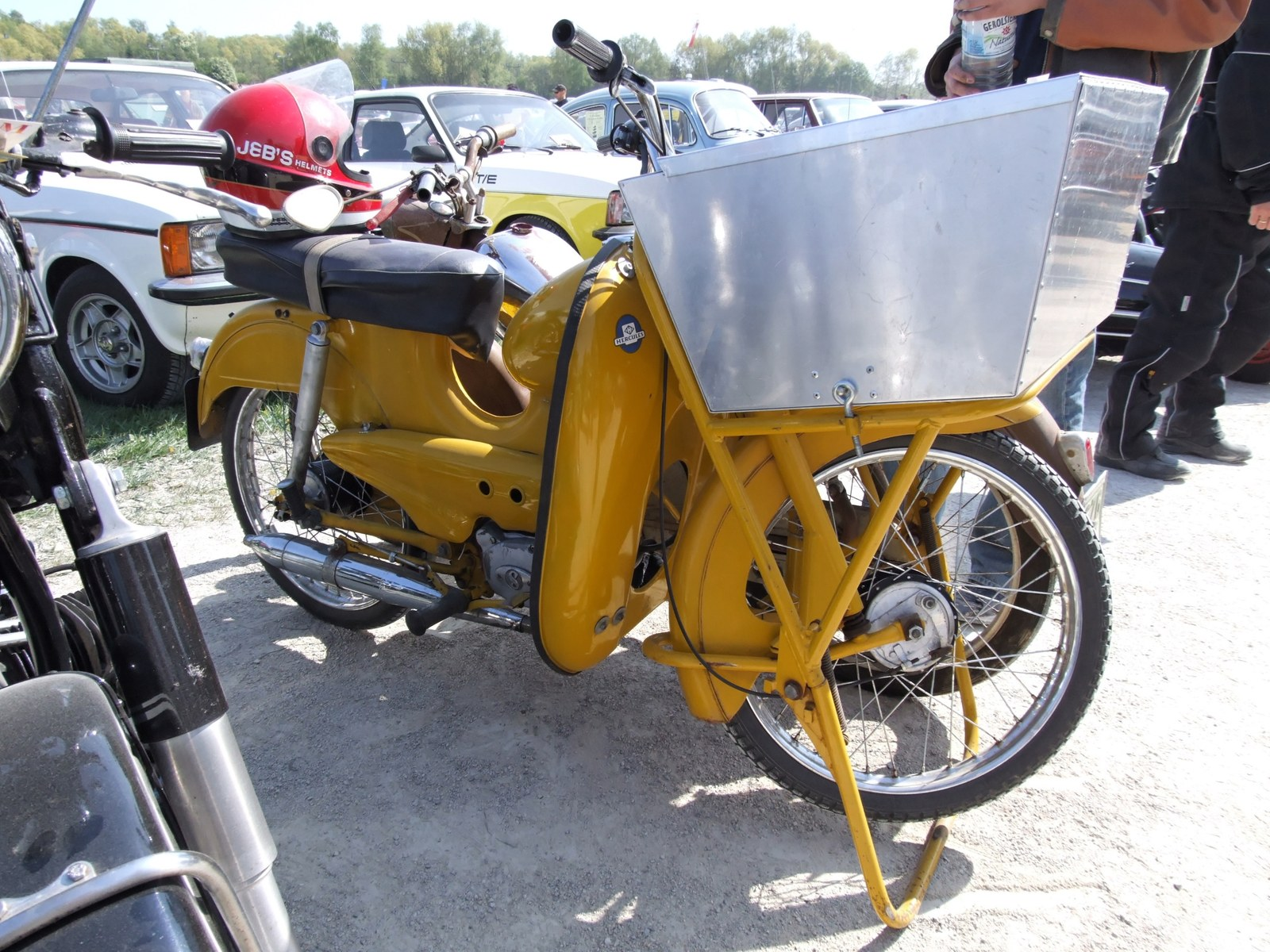
Hercules Lastboy Deutsche Bundespost (1969)
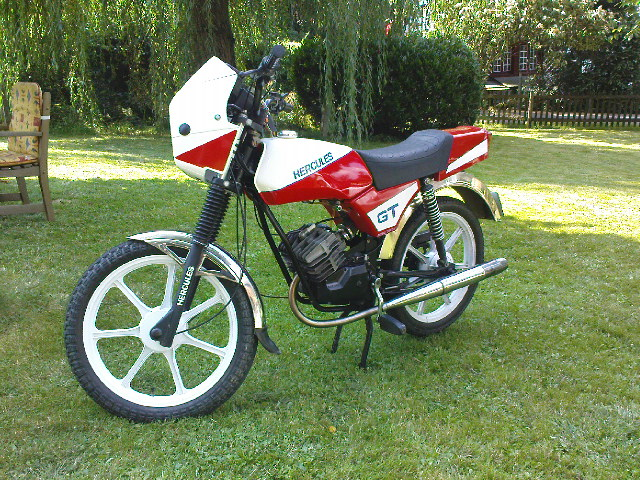
Hercules Prima GT (1992)
Hercules MK 3 X (1970)
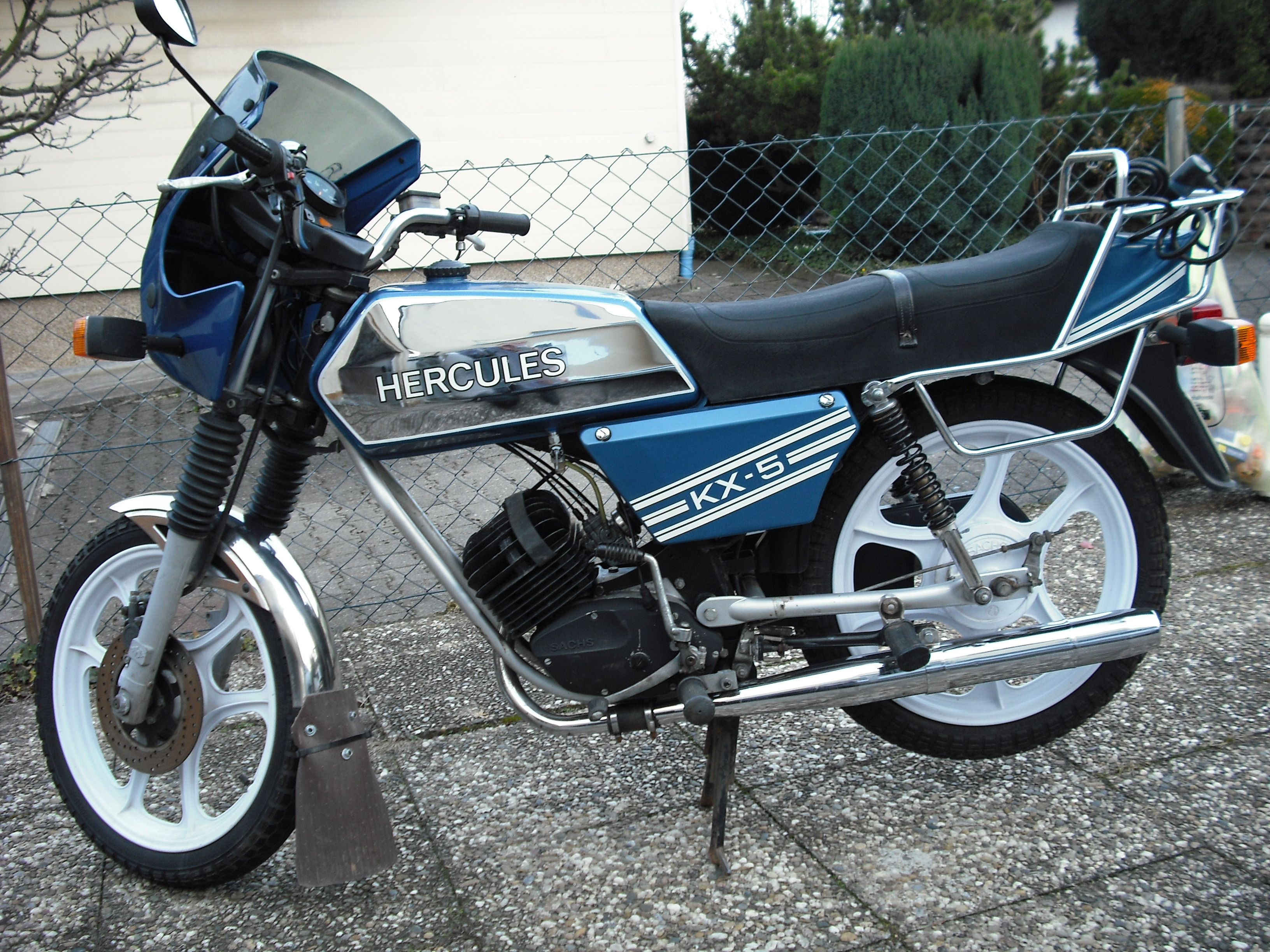
Hercules KX 5 (1990)
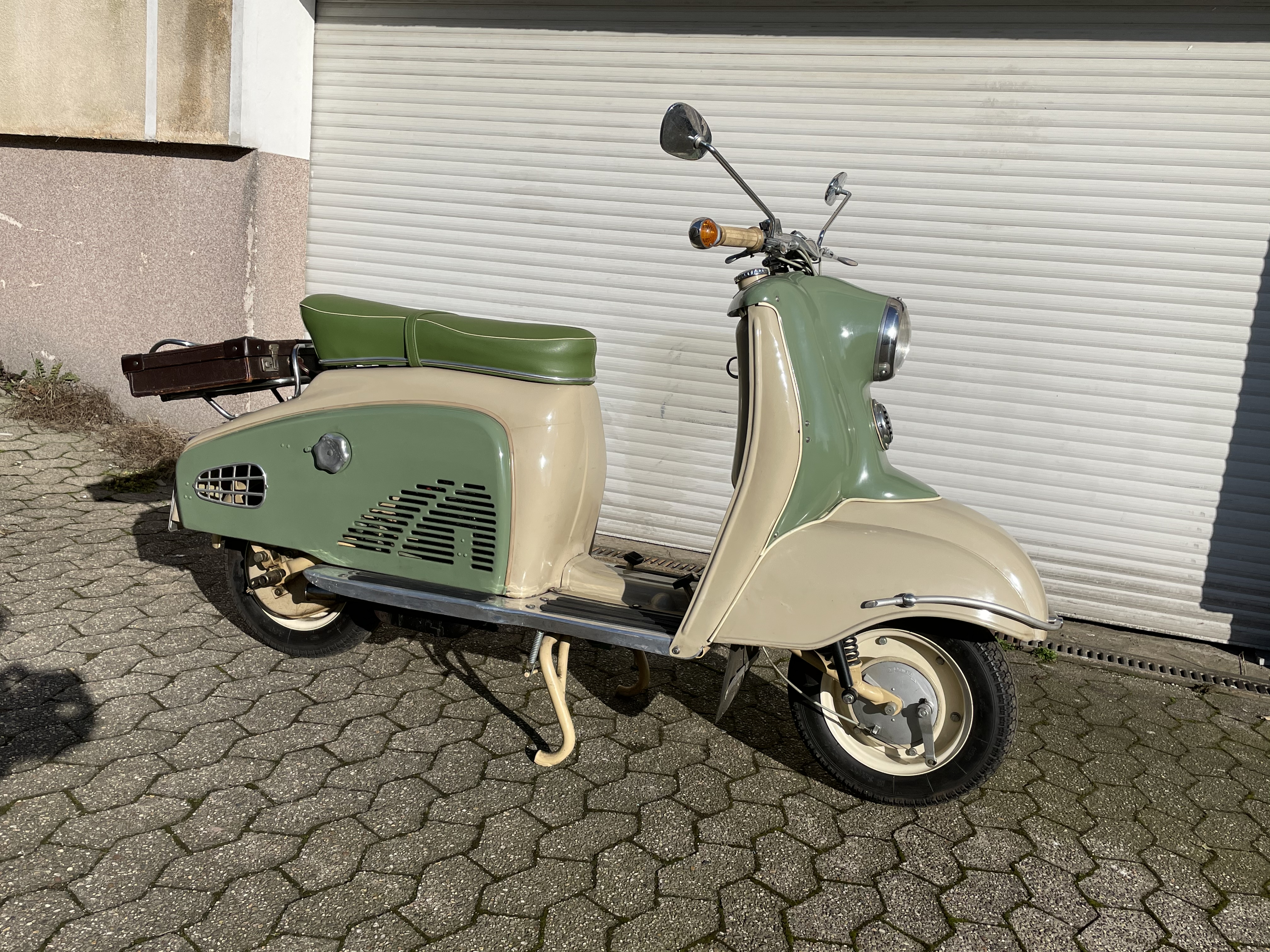
Hercules R200

### Übersicht über produzierte Typen (Auswahl)
| Name                 | Typ            | Bauzeitraum | Zylinder    | Getriebe                       | Hubraum   | Leistung          | Höchst- geschwindigkeit |
| -------------------- | -------------- | ----------- | ----------- | ------------------------------ | --------- | ----------------- | ----------------------- |
| 312                  | Kraftrad       | 1952        | 1           | 3-Gang-Fußschaltung            | 123 cm³   | 6 PS              | 75 km/h                 |
| 313                  | Kraftrad       | 1951        | 1           | 4-Gang-Fußschaltung            | 147 cm³   | 6,0–6,5 PS        | 80 km/h                 |
| 314                  | Kraftrad       | 1952        | 1           | 4-Gang-Fuß- oder Handschaltung | 173 cm³   | 8,5 PS            | 85 km/h                 |
| 315                  | Kraftrad       | 1952        | 1           | 4-Gang-Fußschaltung            | 247,5 cm³ | 11 PS             | 110 km/h                |
| 316                  | Kraftrad       | 1954–1955   | 1           | 2-Gang-Handschaltung           | 98 cm³    | 3 PS              | 60 km/h                 |
| 220 K                | Kleinkraftrad  | 1960        | 1           | 3-Gang-Handschaltung           | 48 cm³    | 3,2 PS            | 65 km/h                 |
| MF3                  | Mofa           | 1972–1974   | 1           | 2-Gang-Handschaltung           | 47 cm³    | 1,1 kW (1,5 PS)   | 25 km/h                 |
| M2                   | Mofa           |             | 1           | 1-Gang-Automatik               | 50 cm³    | 1,1 kW (1,5 PS)   | 25 km/h                 |
| M4                   | Mofa           |             | 1           | 1-Gang-Automatik               | 50 cm³    | 1,1 kW (1,5 PS)   | 25 km/h                 |
| M5                   | Mofa           |             | 1           | 2-Gang-Handschaltung           | 50 cm³    | 1,1 kW (1,5 PS)   | 25 km/h                 |
| Prima 2              | Mofa           |             | 1           | 1-Gang-Automatik               | 50 cm³    | 1,1 kW (1,5 PS)   | 25 km/h                 |
| Prima 3              | Mofa           |             | 1           | 2-Gang-Handschaltung           | 50 cm³    | 1,1 kW (1,5 PS)   | 25 km/h                 |
| Prima 4              | Mofa           |             | 1           | 1-Gang-Automatik               | 50 cm³    | 1,1 kW (1,5 PS)   | 25 km/h                 |
| Prima 5 s            | Mofa           |             | 1           | 2-Gang-Handschaltung           | 50 cm³    | 1,1 kW (1,5 PS)   | 25 km/h                 |
| Prima GT             | Mofa           |             | 1           | 3-Gang-Handschaltung           | 50 cm³    | 1,15 kW (1,6 PS)  | 25 km/h                 |
| Optima 3             | Moped          |             | 1           | 2-Gang-Handschaltung           | 50 cm³    | 2,2 kW (2,9 PS)   | 50 km/h                 |
| MK1/MK2              | Mokick         | 1974–1979   | 1           | 3- bzw. 4-Gang-Fußschaltung    | 50 cm³    | 2,2 kW (2,9 PS)   | 40 km/h                 |
| W 2000               | Kraftrad       | 1974–1979   | Wankelmotor | 6-Gang-Fußschaltung            | 294 cm³   | 25–27 PS          | 140 km/h                |
| Supra 4 GP           | Mokick         | 1978–1983   | 1           | 4-Gang-Fußschaltung            | 50 cm³    | 2,2 kW (2,9 PS)   | 40 km/h                 |
| Hercules SB 1 / SB 5 | Kleinkraftrad  | 1971–1977   | 1           | 5-Gang-Fußschaltung            | 50 cm³    | 4,3 kW (5,3 PS)   | 78 km/h                 |
| K50 SE / RE          | Kleinkraftrad  | 1973–1974   | 1           | 5-Gang-Fußschaltung            | 50 cm³    | 4,6 kW (6,25 PS)  | 85 km/h                 |
| K50 Ultra LC         | Kleinkraftrad  | 1977–1978   | 1           | 5-Gang-Fußschaltung            | 50 cm³    | 4,6 kW (6,25 PS)  | 85 km/h                 |
| K50 Ultra II LC      | Kleinkraftrad  | 1979–1980   | 1           | 5-Gang-Fußschaltung            | 50 cm³    | 4,6 kW (6,25 PS)  | 85 km/h                 |
| K50 Ultra III LC     | Leichtkraftrad | 1980–1982   | 1           | 5-Gang-Fußschaltung            | 49 cm³    | 4,6 kW (6,25 PS)  | 85 km/h                 |
| Ultra 80 AC          | Leichtkraftrad | 1982–1983   | 1           | 5-Gang-Fußschaltung            | 80 cm³    | 6,0 kW (8,1 PS)   | 80 km/h                 |
| Ultra 80 LC          | Leichtkraftrad | 1981–1983   | 1           | 5-Gang-Fußschaltung            | 80 cm³    | 6,3 kW (8,5 PS)   | 80 km/h                 |
| RX 9                 | Leichtkraftrad | 1982–1989   | 1           | 5-Gang-Fußschaltung            | 80 cm³    | 6,6 kW (9,0 PS)   | 80 km/h                 |
| XE 9                 | Enduro         | 1984–1989   | 1           | 5-Gang-Fußschaltung            | 80 cm³    | 6,3 kW (8,3 PS)   | 80 km/h                 |
| K 125 Military       | Kraftrad       | 1969–1991   | 1           | 5-Gang-Fußschaltung            | 125 cm³   | 8,83 kW (12,5 PS) | 100 km/h                |
| K 180 Military       | Kraftrad       | 1991–1996   | 1           | 5-Gang-Fußschaltung            | 180 cm³   | 13 kW (17 PS)     | 110 km/h                |
| Hercules luxe CH     | Mofa           | 1985–       | 1           | 2-Gang-Automatik               | 49 cm³    |                   | 30 km/h                 |

### Trivia
Zum 1. Januar 2025 waren in Deutschland 11.790 Hercules-Krafträder zum Straßenverkehr zugelassen, was einem Anteil von 0,2 Prozent entspricht.